# Vrandol
Vrandol (en serbe cyrillique : Врандол) est un village de Serbie situé dans la municipalité de Bela Palanka, district de Pirot. Au recensement de 2011, il comptait 289 habitants.
Vrandol est situé à proximité de la route européenne E80, entre Niš et Bela Palanka.

## Démographie

### Évolution historique de la population
| 1948 | 1953 | 1961 | 1971 | 1981 | 1991 | 2002 | 2011 |
| ---- | ---- | ---- | ---- | ---- | ---- | ---- | ---- |
| 450  | 429  | 460  | 433  | 420  | 410  | 372  | 289  |

|  |